# Pennapiedimonte

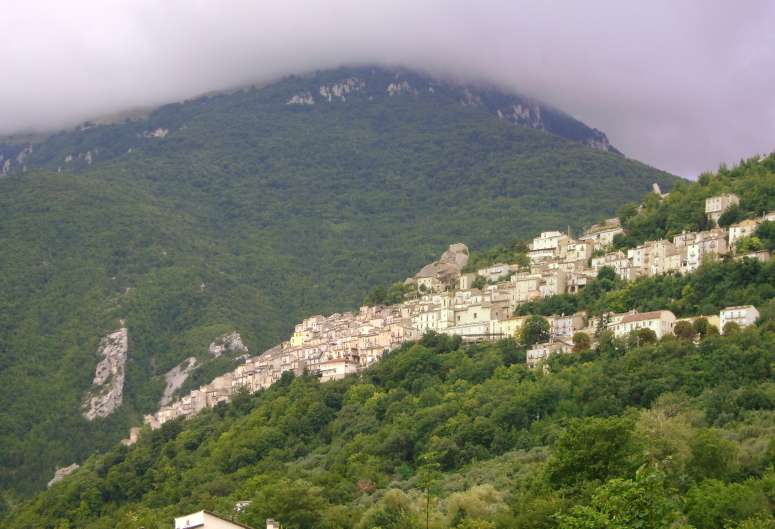
Panorama von Pennapiedimonte

Pennapiedimonte ist eine Gemeinde (comune) in Italien mit 399 Einwohnern (Stand: 31. Dezember 2023) in der Provinz Chieti in den Abruzzen. Die Gemeinde liegt etwa 21 Kilometer südlich von Chieti entfernt im Nationalpark Majella, gehört zur Comunità Montana della Maielletta und grenzt unmittelbar an die Provinz Pescara.

## Verkehr
Durch die Gemeinde führt die frühere Strada Statale 263 di Val di Foro e di Bocca di Valle (heute die Provinzstraße 214) von Francavilla al Mare nach Lama dei Peligni.